# Gerey Ernő
Gerey Ernő, születési nevén Gerei János Ernő (Kassa, 1862. november 19. – Budapest, 1945. március 2.) magyar építész, államvasúti felügyelő.

## Élete
Felvidéki cipszer (szász) evangélikus, polgári kereskedő családban született, szülei id. Gerei (Gerey) Ernő és Mihók Janka. Fiatalon kezdett érdeklődni a művészetek iránt, és építőmesterek mellett kezdett el dolgozni. Építészi diplomát 1885-ben szerzett Bécsben Theophil Hansen melletti tanulmányokat követően.
Ezt követően Budapestre költözött, és habár évtizedeken át itt élt, számos vidéki helyre is tervezett épületeket. Emellett a Magyar Állam Vasutaknál különböző tisztségeket töltött be, és vasúti főtanácsosként ment nyugdíjba. Felesége Hocke Alojzia volt, 1897. június 26-án kötöttek házasságot Budapesten.
Amellett, hogy – elsősorban neogótikus stílusú – templomokat is tervezett, éveken át a Deák téri evangélikus gyülekezet presbitere volt.
Budapest ostroma alatt hunyt el szívbénulás következtében. Saját kertjében temették el, majd 2010-ben maradványait áthelyezték a Farkasréti temetőbe (43/2 tábla, 160. sír).

## Ismert épületei
- 1904: templom, Kondoros[5][6]
- 1904–1905: templom, Érsekújvár[5][7]
- 1906–1907: templom, Zalaegerszeg[5][8]

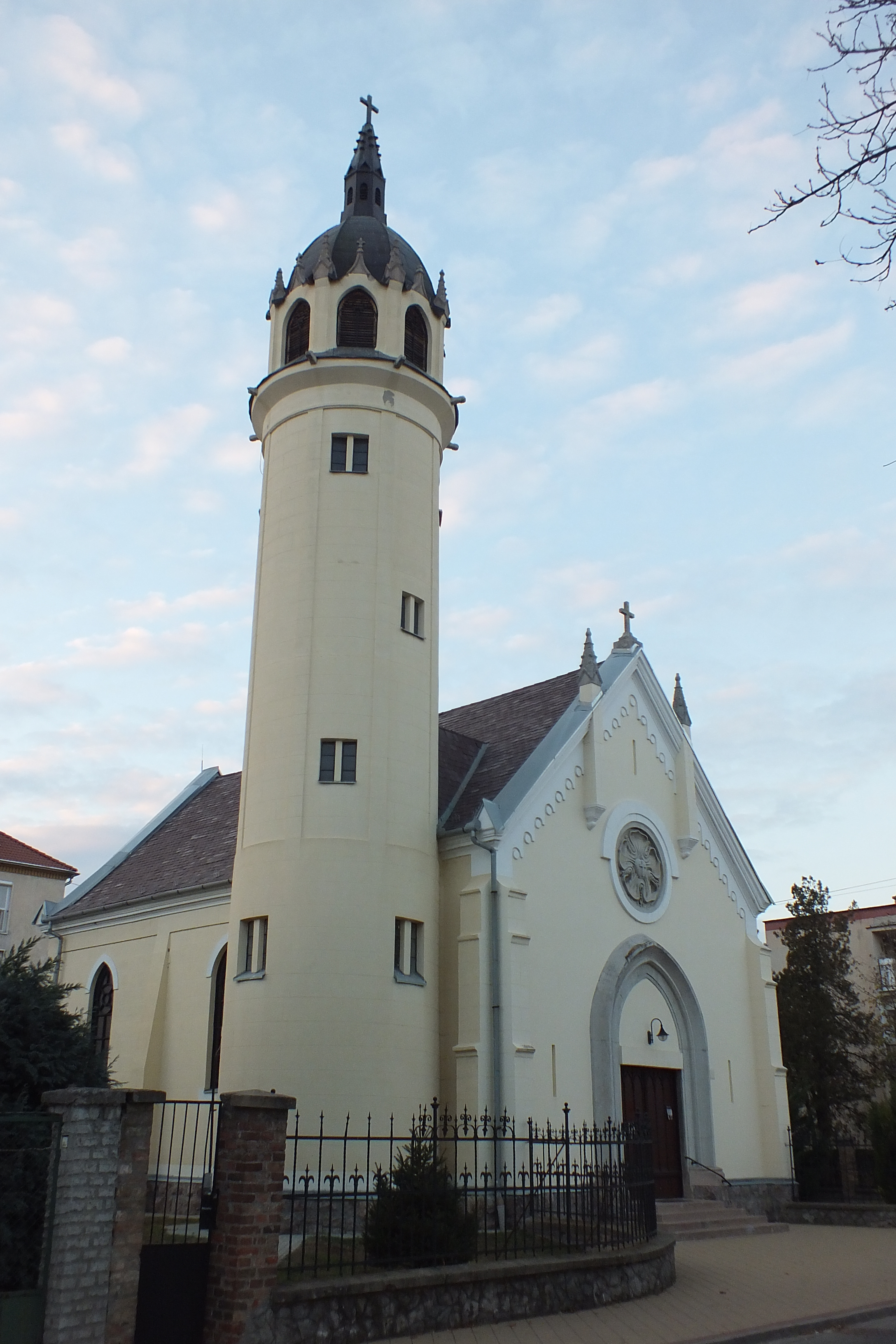
Evangélikus templom, Szolnok

- 1907–1910: evangélikus templom, Muraszombat[5][9]
- 1930: templom, Vecsés – a templom elpusztult a második világháborúban[5]
- 1932: Evangélikus templom, Szolnok[5]

### Tervben maradt épületei
- 1902: színházterv (Vágó Józseffel közös alkotás)[10]
- 1903: Székesfővárosi krematórium, Budapest (I. pályázat)[11][12]
- 1903: Fasori evangélikus templom, Budapest[5][13]
- 1906: evangélikus templom, Lendva[14]
- 1914: tisztviselőtelepi Ferenc József jubileumi templom, Budapest[15]
- 1915: Székesfővárosi krematórium, Budapest (II. pályázat)[16]
- 1931: Csillaghegyi református templom, Budapest (a templom Szántay Endre tervei alapján épült fel)[17]